# Mithat Demirel
Mithat Demirel (Berlino, 10 maggio 1978) è un ex cestista e dirigente sportivo tedesco, di origini turche. Alto 180 cm per 75 kg, giocava come playmaker.

## Carriera
Con la Germania ha disputato due edizioni dei Campionati mondiali (2002, 2006) e quattro dei Campionati europei (2001, 2003, 2005, 2007).

## Palmarès
- Campionato tedesco: 5

Alba Berlino: 1996-97, 1997-98, 1998-99, 2001-02, 2002-03
- Coppa di Germania: 2

Alba Berlino: 2002, 2003